# Moratalaz
Moratalaz è uno dei distretti in cui è suddivisa la città di Madrid, in Spagna. Viene identificato col numero 14.

## Geografia fisica
Il distretto si trova a est del centro della città.

### Suddivisione
Il distretto è suddiviso amministrativamente in 7 quartieri (Barrios):
- Fontarrón (145)
- Horcajo (142)
- Marroquina (143)
- Media Legua (144)
- Pavones (141)
- Vinateros (146)